# Сант'Антонио Абандонато (Бергамо)
Сант'Антонио Абандонато је насеље у Италији у округу Бергамо, региону Ломбардија.
Према процени из 2011. у насељу је живело 87 становника. Насеље се налази на надморској висини од 949 м.